# Xanthotype sospeta
Xanthotype sospeta là một loài bướm đêm trong họ Geometridae.